# Santa María de Palautordera
Santa María de Palautordera (en catalán y oficialmente, Santa Maria de Palautordera) es un municipio de Cataluña, España. Pertenece a la provincia de Barcelona, concretamente a la comarca del Vallés Oriental. Forma parte de la subcomarca del Bajo Montseny.

## Geografía

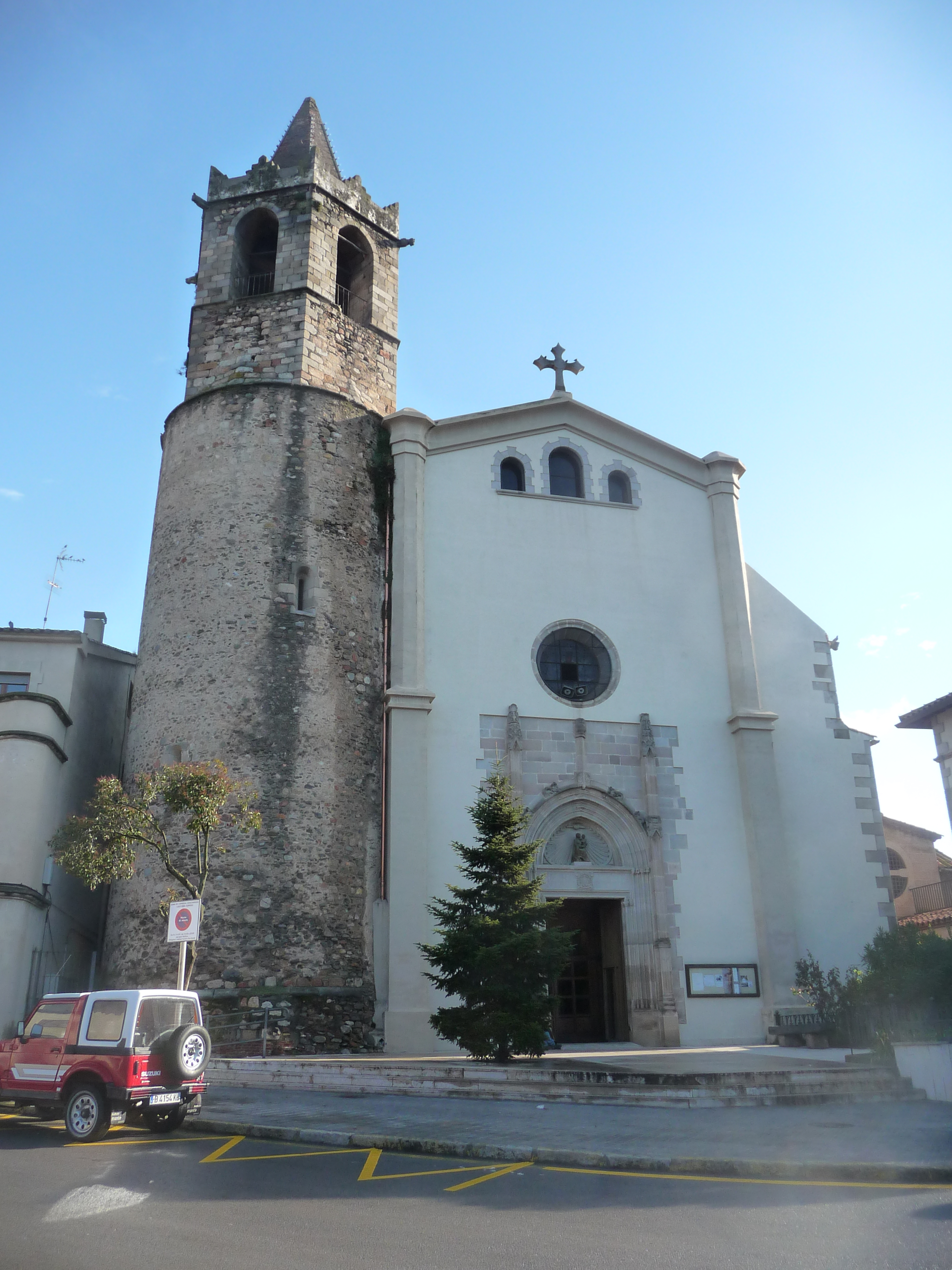
Iglesia

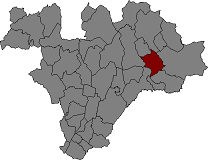
Situación del municipio en la comarca

Está situado en el valle del río Tordera, a los pies de la sierra del Montseny. La vegetación predominante son pinares y encinares.

## Demografía
Santa María de Palautordera cuenta con una población de 10 008 habitantes (INE 2024).
| Gráfica de evolución demográfica de Santa María de Palautordera entre 1842 y 2021 |
| |
| Población de derecho según los censos de población del INE. Población de hecho según los censos de población del INE.En este censo se denominaba Santa María de Palau Tordera: 1842. |

## Economía
La agricultura de cereales, patatas y la viña, junto con la horticultura son las principales explotaciones agrarias del término municipal. También hay explotaciones ganaderas, sobre todo bovina, porcina y de aves de corral.
Las principales industrias son la papelera, química y metalúrgica. En los últimos años se está produciendo un gran crecimiento de polígonos industriales, dedicados sobre todo a logística de distribución.

## Lugares de interés
- En el núcleo de la población de Santa María de Palautordera se encuentra la iglesia parroquial gótica de Santa María, y algunos edificios modernistas, como el ayuntamiento, diseñado por José Domenech.

- En el norte del municipio destaca la ermita del Remedio, de estilo barroco neoclásico.

- En el río la Tordera, que delimita los términos municipales de San Celoni y Santa María de Palautordera, destaca el Pont Trencat, construido en la Edad Media, y que ha sido recientemente restaurado en colaboración con el ayuntamiento de San Celoni.

## Ciudades hermanadas
- Arjona, Jaén, España

## Transportes
- Estación de Palautordera